# Ctenusa gilva
Ctenusa gilva är en fjärilsart som beskrevs av Embrik Strand 1914. Ctenusa gilva ingår i släktet Ctenusa och familjen nattflyn. Inga underarter finns listade i Catalogue of Life.